# UFC Fight Night: Florian vs. Gomi
UFC Fight Night: Florian vs. Gomi（ユーエフシー・ファイトナイト：フロリアン・バーサス・ゴミ、別名UFC Fight Night 21）は、アメリカ合衆国の総合格闘技団体「UFC」の大会の一つ。2010年3月31日、ノースカロライナ州シャーロットのボージャングルズ・コロシアムで開催された。
メインイベントではケニー・フロリアンと五味隆典によるライト級戦が行われた。

## 大会概要
メインイベントでは元PRIDEライト級王者の五味隆典がUFCに初参戦を果たすも、ケニー・フロリアンに敗れた。
キャリア9戦全勝のマリオ・ミランダがUFCデビュー。
本大会はSpike TVによってリアリティ番組「The Ultimate Fighter」シーズン11第1回放送の前番組として放送された。

## 試合結果

### プレリミナリィカード
第1試合 ウェルター級 5分3R
○  チャーリー・ブレネマン vs.  ジェイソン・ハイ ×
3R終了 判定3-0（30-27、30-27、29-28）
第2試合 ミドル級 5分3R
○  ジェラルド・ハリス vs.  マリオ・ミランダ ×
1R 4:49 TKO（レフェリーストップ：パウンド）
第3試合 ミドル級 5分3R
○  岡見勇信 vs.  ルシオ・リニャーレス ×
2R 2:47 TKO（ドクターストップ：左瞼のカット）
第4試合 ライト級 5分3R
○  グレイゾン・チバウ vs.  宇野薫 ×
1R 4:13 TKO（レフェリーストップ：パウンド）
第5試合 ライト級 5分3R
○  ニック・レンツ vs.  ロバート・エマーソン ×
3R終了 判定3-0（29-28、30-27、29-28）
第6試合 ライト級 5分3R
○  ジェイコブ・ヴォルクマン vs.  ホニス・トーヘス ×
3R終了 判定2-1（28-29、30-27、30-27）
第7試合 ライト級 5分3R
○  アンドレ・ウィナー vs.  ハファエロ・オリヴェイラ ×
3R終了 判定3-0（30-27、29-28、30-27）

### メインカード
第8試合 ライト級 5分3R
○  ロス・ピアソン vs.  デニス・シヴァー ×
3R終了 判定3-0（30-27、30-27、30-27）
第9試合 ミドル級 5分3R
○  ホルヘ・リベラ vs.  ネイサン・クォーリー ×
2R 0:29 TKO（レフェリーストップ：左フック→パウンド）
第10試合 ヘビー級 5分3R
○  ロイ・ネルソン vs.  ステファン・ストルーフェ ×
1R 0:39 TKO（レフェリーストップ：右フック→パウンド）
第11試合 ライト級 5分3R
○  ケニー・フロリアン vs.  五味隆典 ×
3R 2:52 チョークスリーパー

### 各賞
ファイト・オブ・ザ・ナイト： ロス・ピアソン vs. デニス・シヴァー
ノックアウト・オブ・ザ・ナイト： ロイ・ネルソン
サブミッション・オブ・ザ・ナイト： ケニー・フロリアン
各選手にはボーナスとして30,000ドルが支給された。